# Мухавецька сільська рада
52°3′27″ пн. ш. 23°51′16″ сх. д. / 52.05750° пн. ш. 23.85444° сх. д.
Му́хавецька сільська́ ра́да (біл. Му́хавецкі сельсавет) — адміністративно-територіальна одиниця у складі Берестейського району, Берестейської області Білорусі. Адміністративний центр сільської ради — селище Мухавець.

## Розташування
Мухавецька сільська рада розташована на крайньому південному заході Білорусі, на заході Берестейської області, на південно-східній околиці обласного та районного центру Берестя. На північному заході вона межує із містом Берестя, на півночі — із Тельмінською сільською радою, на сході — із Радваницькою сільською радою, на півдні — із Малоритським районом та Знам'янською сільською радою.
Найбільша річка, яка протікає територією сільради із сходу на захід — Мухавець (150 км) права притока Західного Бугу із своїми лівими притоками Ритою (62 км) та Кам'янкою (17 км) — (басейн Вісли). Великих озер на території сільради немає.

## Склад
До складу Мухавецької сільської ради входить 14 населених пунктів, із них: 1 селище та 13 сіл.
| Населений пункт      | Тип    | Населення, осіб (2009) | Координати                                                            |
| -------------------- | ------ | ---------------------- | --------------------------------------------------------------------- |
| Мухавець             | селище | 2178                   | 52°11′54″ пн. ш. 23°34′50″ сх. д. / 52.19833° пн. ш. 23.58056° сх. д. |
| Вовки                | село   | 17                     | 52°5′27″ пн. ш. 23°53′30″ сх. д. / 52.09083° пн. ш. 23.89167° сх. д.  |
| Вулька-Заставська    | село   | 24                     | 52°3′15″ пн. ш. 23°49′39″ сх. д. / 52.05417° пн. ш. 23.82750° сх. д.  |
| Гулі                 | село   | 25                     | 52°5′25″ пн. ш. 23°53′0″ сх. д. / 52.09028° пн. ш. 23.88333° сх. д.   |
| Заболоття            | село   | 151                    | 52°3′27″ пн. ш. 23°51′16″ сх. д. / 52.05750° пн. ш. 23.85444° сх. д.  |
| Закій                | село   | 50                     | 52°4′15″ пн. ш. 23°51′33″ сх. д. / 52.07083° пн. ш. 23.85917° сх. д.  |
| Заслучне             | село   | 81                     | 52°0′41″ пн. ш. 23°49′11″ сх. д. / 52.01139° пн. ш. 23.81972° сх. д.  |
| Кам'яниця-Жировецька | село   | 310                    | 52°3′31″ пн. ш. 23°48′50″ сх. д. / 52.05861° пн. ш. 23.81389° сх. д.  |
| Литвини              | село   | 12                     | 52°5′26″ пн. ш. 23°54′25″ сх. д. / 52.09056° пн. ш. 23.90694° сх. д.  |
| Лози                 | село   | 9                      | 52°0′55″ пн. ш. 23°55′0″ сх. д. / 52.01528° пн. ш. 23.91667° сх. д.   |
| Підлісся-Кам'янецьке | село   | 142                    | 51°59′51″ пн. ш. 23°49′26″ сх. д. / 51.99750° пн. ш. 23.82389° сх. д. |
| Підлісся-Радваницьке | село   | 95                     | 52°4′54″ пн. ш. 23°55′26″ сх. д. / 52.08167° пн. ш. 23.92389° сх. д.  |
| Семисосни            | село   | 19                     | 52°2′29″ пн. ш. 23°53′20″ сх. д. / 52.04139° пн. ш. 23.88889° сх. д.  |
| Херма                | село   | 3                      | 52°4′34″ пн. ш. 23°57′16″ сх. д. / 52.07611° пн. ш. 23.95444° сх. д.  |

## Населення
За переписом населення Білорусі 2009 року чисельність населення сільської ради становило 3116 осіб.

### Національність
Розподіл населення за рідною національністю за даними перепису 2009 року:
| Національність               | Осіб | Відсоток |
| ---------------------------- | ---- | -------- |
| білоруси                     | 2651 | 85,08 %  |
| росіяни                      | 281  | 9,02 %   |
| українці                     | 143  | 4,59 %   |
| поляки                       | 14   | 0,45 %   |
| мордва                       | 4    | 0,13 %   |
| молдовани                    | 3    | 0,10 %   |
| німці                        | 3    | 0,10 %   |
| вірмени                      | 2    | 0,06 %   |
| татари                       | 2    | 0,06 %   |
| азербайджанці                | 2    | 0,06 %   |
| національність не вказана    | 2    | 0,06 %   |
| євреї                        | 1    | 0,03 %   |
| грузини                      | 1    | 0,03 %   |
| чуваші                       | 1    | 0,03 %   |
| болгари                      | 1    | 0,03 %   |
| корейці                      | 1    | 0,03 %   |
| удмурти                      | 1    | 0,03 %   |
| марійці                      | 1    | 0,03 %   |
| комі                         | 1    | 0,03 %   |
| дві та більше національності | 1    | 0,03 %   |
| Разом                        | 3116 | 100 %    |